# La main passe
 (juillet 2020).
Si vous disposez d'ouvrages ou d'articles de référence ou si vous connaissez des sites web de qualité traitant du thème abordé ici, merci de compléter l'article en donnant les références utiles à sa vérifiabilité et en les liant à la section « Notes et références ».
Pour les articles homonymes, voir La main passe (homonymie).
La main passe est une pièce de théâtre de Georges Feydeau. Elle a été représentée pour la première fois le 1er mars 1904 au théâtre des Nouveautés et diffusée en télévision le 31 décembre 1972 sur la deuxième chaîne de l'ORTF.

## Argument
Alors qu'il veut enregistrer sur son phonographe un message destiné à sa sœur qui vient de se marier en Amérique, Chanal est interrompu par l'arrivée de son épouse. Il reçoit ensuite la visite d'Hubertin, puis de Coustouillu, un député de leurs amis. Arrive ensuite Étienne Massenay qui veut lui louer un appartement disponible dans le même immeuble. En réalité, ce dernier est l'amant de la femme de Chanal et destine cet appartement à abriter ses amours avec elle.
Mais Chanal reconnait en Massenay un de ses condisciples de lycée Saint-Louis et ils évoquent d'anciens camarades dont le député  Coustouillu. C'est ainsi que Chanal apprend que Coustouillu est secrètement amoureux de sa femme. Comme ce sentiment est platonique, Chanal s'en amuse. Mme Chanal survient sur ces entrefaites et Chanal la laisse en tête à tête avec Massenay. Ce dernier, par inadvertance, met en marche le phonographe qui va graver les propos passionnés des amants. Lorsque Chanal écoute l'enregistrement, il croit qu'il s'agit du timide Coustouillu et l'envoie consommer l'adultère 21 rue du Colisée, où se trouvent Madame Chanal et son amant. Ceux-ci se sont endormis trop longtemps et se trouvent en situation délicate vis-à-vis de leurs conjoints respectifs. Survient Hubertin, ami de Chanal, qui, dans son ivresse, s'est trompé d'appartement.

## Au théâtre ce soir,1972
Fiche technique
- Auteur : Georges Feydeau
- Mise en scène : Pierre Mondy
- Réalisation : Pierre Sabbagh
- Décors : Claude Catulle
- Costumes : Claude Catulle
- Direction de la scène : Edward Sanderson
- Directeur de la photographie : Lucien Billard
- Script : Yvette Boussard
- Script assistant : Guy Mauplot
- Date et lieu d'enregistrement : 22 janvier 1972 au Théâtre Marigny

Distribution
- Jean-Pierre Darras : Étienne Massenay
- Alfred Adam : Alcide Chanal
- Sophie Desmarets : Francine Chanal
- Françoise Engel : Sophie Massenay
- Pierre Doris : Hubertin
- Marc Dudicourt : le commissaire Panteloup
- Georges Montillier : Coustouillu
- Philippe Dumat : Belgence
- Daniel Prévost : Auguste
- Max Montavon : Étienne
- Jacques Balutin : Lapige
- Christiane Muller : Marthe
- Aimé-Jean : un commissaire
- Anne Roudier : Madeleine
- Edward Sanderson : le secrétaire
- Bernard Durand : le premier déménageur
- Jean-Luc Géninasca : le deuxième déménageur

## Vidéographie
L'intégrale de la pièce est en ligne sur Youtube : https://www.youtube.com/watch?v=vwMmXIoZ5z8

## Liens
- Le site d'un des membres de l'équipe de Au théâtre ce soir
- Le site officiel de Au théâtre ce soir